# Animal Behaviour
The British Journal of Animal Behaviour (en français « La revue britannique du comportement animal »), plus simplement connu sous le nom de Animal Behaviour est une revue scientifique d'éthologie à comité de lecture du Royaume-Uni et publiée par l'Association for the Study of Animal Behaviour en collaboration avec la Animal Behavior Society.
Cette revue éditée en anglais a été fondée en 1953. Ses articles recouvrent les différents champs de l'éthologie, incluant également l'écologie comportementale, la sociobiologie, l'évolution du comportement, la psychologie comportementale, la physiologie comportementale et la biologie des populations.
En 2015, son facteur d'impact était de 3,43.